# Utländska direktinvesteringar
Utländska direktinvesteringar (engelska: Foreign direct investment, FDI) är de investeringar som bolag gör i ett annat land. Dessa investeringar kan vara rent fysiska, som gruvdrift, markköp och fabrikskonstruktion. Att köpa andelar i befintliga utländska företag är också exempel på utländska direktinvesteringar, liksom samriskföretag och ömsesidiga handelsavtal. 